# Taubneno
Taubneno is een bestuurslaag in het regentschap Timor Tengah Selatan van de provincie Oost-Nusa Tenggara, Indonesië. Taubneno telt 2990 inwoners (volkstelling 2010).